# Kóspallag
Kóspallag es un pueblo húngaro perteneciente al distrito de Szob, condado de Pest.

## Superficie
Cuenta con una superficie de 12,77 km².

## Demografía
Hasta 2024 la población era de 704 habitantes, con una densidad de población de 55,12 hab/km².
| Gráfica de evolución demográfica de Kóspallag entre 2020 y 2024 |
|                                                                 |
| Datos según la Oficina Central de Estadística de Hungría.       |